# Geissospermum reticulatum
Geissospermum reticulatum är en oleanderväxtart som beskrevs av Alwyn Howard Gentry. Geissospermum reticulatum ingår i släktet Geissospermum och familjen oleanderväxter. Inga underarter finns listade i Catalogue of Life.